# 南平野 (さいたま市)
南平野（みなみひらの）は、埼玉県さいたま市岩槻区の町丁および大字。現行行政地名は南平野一丁目から南平野五丁目および大字南平野。住居表示未実施地区。郵便番号は、339-0051。

## 地理
埼玉県さいたま市岩槻区の北東部に位置する。おおむね東武野田線（東武アーバンパークライン）東岩槻駅の南側で、土地区画整理事業が完了し、整備された街並みが広がる。町名変更されなかった大字南平野は元荒川の西側に一部残っている。
河川
- 元荒川
- 増野川
- 山城堀 - 古隅田川の源流
- 旧古隅田川（上豊川）

池沼
- 南平野調整池

### 地価
住宅地の地価は、2014年（平成26年）1月1日時点の公示地価によれば、南平野三丁目23番3の地点で81,000円/m2となっている。

## 歴史
もとは江戸期より存在した埼玉郡岩槻領に属する平野村であった。
- 初めは岩槻藩領、以降変遷なし[5]。
- 幕末の時点では埼玉郡に属し、明治初年の『旧高旧領取調帳』の記載によると、岩槻藩領[6]。
- 1871年（明治4年）
  - 7月14日：廃藩置県を迎え、岩槻県の管轄となる[7]。
  - 11月13日：第1次府県統合により埼玉県の管轄となる。
- 1879年（明治12年）3月17日：郡区町村編制法施行に伴い、南埼玉郡に所属と同時に南平野村に改名される[5][8]。
- 1889年（明治22年）4月1日：町村制施行に伴い、大口村・南平野村・長宮村・大野島村・増長村・大谷村・大戸村・大森村・新方須賀村が合併し、南埼玉郡川通村が成立し、川通村の大字南平野となる[8]。
- 1954年（昭和29年）
  - 5月3日：川通村は岩槻町、新和村、和土村、柏崎村、河合村、慈恩寺村と合併し、南埼玉郡岩槻町が成立[9]。同町の大字となる。
  - 7月1日：岩槻町が市制を施行し、岩槻市となり[9]、同市の大字となる。
- 1971年（昭和46年）
  - 3月31日：土地区画整理事業により、大字南平野・大字表慈恩寺・大字上野・大字慈恩寺・春日部市大字花積の各一部から東岩槻一丁目 - 六丁目が成立[10]。
  - 8月1日：土地区画整理事業により、大字上野・大字表慈恩寺・大字南平野の各一部から上里一丁目・二丁目が成立[10]。
- 2005年（平成17年）4月1日：岩槻市がさいたま市に編入合併され、同市岩槻区の大字となる。
- 2008年（平成20年）2月9日：大字南平野の一部が東岩槻六丁目に編入される[11]。
- 2011年（平成23年）10月8日：南平野土地区画整理事業が完了し、大字南平野および大字長宮の各一部から南平野一丁目 - 五丁目が成立[12]。

## 字
- 丸田（まるた）
- 中通丸田（なかどおりまるた）
- 深町（ふかまち）
- 下六反（しもろくたん）
- 上六反（かみろくたん）
- 清賀（せいか）
- 堤外

出典：岩槻区大字南平野・長宮地区 旧新地番対照表（区画整理地区内） (PDF) 

## 世帯数と人口
2017年（平成29年）10月1日時点の世帯数と人口は、以下のとおりである。
| 丁目・大字   | 世帯数    | 人口    |
| ------------ | --------- | ------- |
| 南平野一丁目 | 295世帯   | 694人   |
| 南平野二丁目 | 313世帯   | 774人   |
| 南平野三丁目 | 344世帯   | 921人   |
| 南平野四丁目 | 285世帯   | 724人   |
| 南平野五丁目 | 100世帯   | 225人   |
| 大字南平野   | 27世帯    | 85人    |
| 計           | 1,364世帯 | 3,423人 |

## 小・中学校の学区
市立小・中学校に通う場合、学区（校区）は以下のとおりとなる。
| 丁目・大字   | 区域          | 小学校                 | 中学校                 |
| ------------ | ------------- | ---------------------- | ---------------------- |
| 南平野一丁目 | 全域          | さいたま市立上里小学校 | さいたま市立川通中学校 |
| 南平野二丁目 | 全域          | さいたま市立川通小学校 | さいたま市立川通中学校 |
| 南平野三丁目 | 全域          | さいたま市立川通小学校 | さいたま市立川通中学校 |
| 南平野四丁目 | 全域          | さいたま市立川通小学校 | さいたま市立川通中学校 |
| 南平野五丁目 | 全域          | さいたま市立川通小学校 | さいたま市立川通中学校 |
| 大字南平野   | 799 - 884番地 | さいたま市立城北小学校 | さいたま市立城北中学校 |

## 交通

### 鉄道
南平野一丁目の北西縁を東武野田線（東武アーバンパークライン）が通るが、駅はない。最寄り駅は地点によって異なり、東武野田線（東武アーバンパークライン）の東岩槻駅、または同豊春駅である。

### 道路
- 国道16号岩槻春日部バイパス
- 埼玉県道2号さいたま春日部線

## 施設

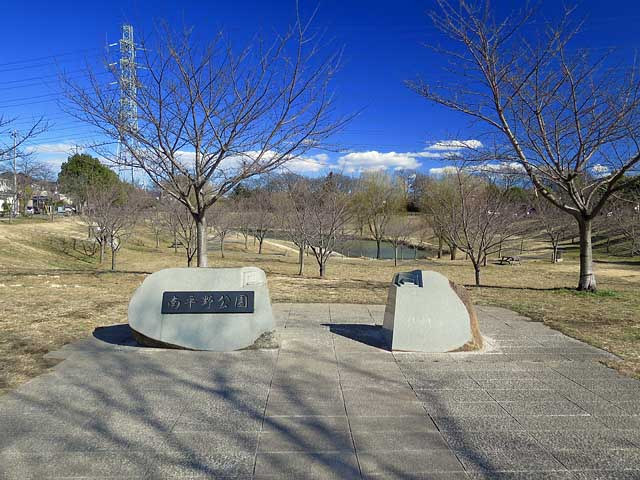
南平野公園

- 埼玉県学校給食パン協同組合岩槻工場
- 西福寺
- 稲荷神社
- 南平野公園

## 関連文献
- 「平野村」『新編武蔵風土記稿』 巻ノ202埼玉郡ノ4、内務省地理局、1884年6月。NDLJP:764007/94。